# Asu (langue)
Pour les articles homonymes, voir Asu.
L’asu, aussi appelé chasu ou pare, est une langue bantoue parlée en Tanzanie.